# Unterzaubach
Unterzaubach ist ein Gemeindeteil der Stadt Stadtsteinach im Landkreis Kulmbach (Oberfranken, Bayern). Untererzaubach liegt in der Gemarkung Zaubach. Unterzaubach ist staatlich anerkannter Erholungsort im Naturpark Frankenwald.

## Geographie
Das Dorf liegt am Zaubach, einem rechten Zufluss der Unteren Steinach. Unmittelbar östlich des Ortes steigt das Gelände zu den bewaldeten Anhöhen des Frankenwaldes schroff an. Die ausgedehnten Felder im Westen steigen nur sanft an. Die Bundesstraße 303 führt den Zaubach entlang nach Oberzaubach (0,6 km nordwestlich) bzw. nach Stadtsteinach (1,6 km südöstlich). Die Staatsstraße 2195 zweigt von der B 303 ab und führt das Schindelbachtal entlang nach Kleine Birken (4,1 km nordöstlich). Auf dem Weg dorthin befindet sich ein ehemaliger Diabasbruch, der als Geotop ausgezeichnet ist.

## Geschichte
Unterzaubach wurde im um 800 n. Chr. gegründet. Damals hieß es Zucha.
Unterzaubach bildete mit Oberzaubach eine Realgemeinde. Gegen Ende des 18. Jahrhunderts bestand Unterzaubach aus 17 Anwesen und 1 Gemeindehirtenhaus. Das Hochgericht übte das bambergische Centamt Stadtsteinach aus. Die Dorf- und Gemeindeherrschaft hatte das Amt Stadtsteinach. Grundherren waren
- das Kastenamt Stadtsteinach (4 Höfe, 1 Gütlein, 1 Schmiede),
- der Bürgermeister und Rat zu Stadtsteinach (2 Höfe, 4 Sölden, 1 Haus, 1 Tropfhäuslein),
- das Rittergut Steinenhausen (1 Hof),
- das Rittergut Kirchleus (1 Gut, 1 Tropfhäuslein).[5]

Mit dem Gemeindeedikt wurde Unterzaubach dem 1808 gebildeten Steuerdistrikt Stadtsteinach zugewiesen. 1811 entstand der Steuerdistrikt und die Ruralgemeinde Zaubach, zu dem bzw. zu der der Ort gehörte. Am 1. April 1971 wurde Unterzaubach in die Gemeinde Stadtsteinach eingegliedert.

### Baudenkmäler
- Zwei Martern
- Haus Nr. 7: Wohnstallhaus

Die folgenden Häuser listete Karl-Ludwig Lippert in dem Buch Landkreis Stadtsteinach von 1964 als Kunstdenkmäler auf. Sie sind in der Denkmalschutzliste nicht geführt, da sie entweder nicht aufgenommen, abgerissen oder stark verändert wurden.
- Haus Nr. 13: Eingeschossiges, verputzt massives Wohnstallhaus mit Satteldach und Zwerchgiebel, um 1900 erneuert; Scheitelstein über Wohnungstür bezeichnet „WH 1844“.[8]
- Haus Nr. 18: Eingeschossiges, verputzt massives Wohnstallhaus mit Satteldach, Ende 18./ Anfang 19. Jahrhundert; Türrahmung aus Sandstein, mit geschwungenen profiliertem Sturz.[8]

### Einwohnerentwicklung
| Jahr      | 001818 | 001819 | 001861 | 001871 | 001885 | 001900 | 001925 | 001950 | 001961 | 001970 | 001987 |
| Einwohner |        | 148    | 146    | 198    | 197    | 192    | 188    | 307    | 246    | 251    | 357    |
| Häuser    | 20     |        |        |        | 36     | 35     | 37     | 41     | 47     |        | 86     |
| Quelle    | [ 6 ]  | [ 10 ] | [ 11 ] | [ 12 ] | [ 13 ] | [ 14 ] | [ 15 ] | [ 16 ] | [ 17 ] | [ 18 ] | [ 1 ]  |

## Religion
Unterzaubach ist katholisch geprägt und nach St. Michael (Stadtsteinach) gepfarrt.